# Vít Müller
Vít Müller (* 31. srpna 1996 Nymburk) je český atlet, reprezentant v běhu na 400 m překážek a ve štafetách na 4 × 400 metrů. Je sedminásobným mistrem ČR v běhu na 400m překážek a také halovým českým šampionem na 400m.

## Sportovní kariéra
Jeho první akcí mezi dospělými bylo mistrovství Evropy 2016, kde hned dokázal postoupit do semifinále. Na HMS 2018 obsadil se štafetou 5. místo, na letním ME 2018 se štafetou skončil sedmý. Při své premiérové účasti na světovém šampionátu v roce 2019 postoupil do semifinále.
První velkou medaili získal na halovém ME 2021, kde se štafetou ve složení Vít Müller, Pavel Maslák, Michal Desenský a Patrik Šorm vybojoval stříbrnou medaili. Později toho roku při první účasti na olympijských hrách také dosáhl na postup do semifinále, stejně jako při premiérách na ME, MS a OH.
Na halovém mistrovství světa 2022 se štafetou skončil na 5. místě. Na mistrovství Evropy téhož roku postoupil opět do semifinále, stejně jako na mistrovství Evropy 2024 v Římě. Tam ještě navíc přidal 6. příčku se smíšenou štafetou.

## Osobní rekordy

### Dráha
- běh na 400 metrů překážek – 48,41 s – 30. června 2024, Zlín
- běh na 400 metrů – 45,87 s – 11. května 2024, Praha

### Hala
- běh na 400 metrů – 46,21 s – 21. února 2024, Ostrava

### Národní štafetové rekordy
- štafeta 4 × 400 m (dráha) – 3:00,99 min – 26. srpna 2023, Budapešť